# Stor busktoffel
Stor busktoffel (Calceolaria integrifolia) är en toffelblomsväxtart som beskrevs av Johan Andreas Murray. Enligt Catalogue of Life ingår Stor busktoffel i släktet toffelblommor och familjen toffelblomsväxter, men enligt Dyntaxa är tillhörigheten istället släktet toffelblommor och familjen toffelblomsväxter. Arten har ej påträffats i Sverige. Inga underarter finns listade i Catalogue of Life.

## Bildgalleri

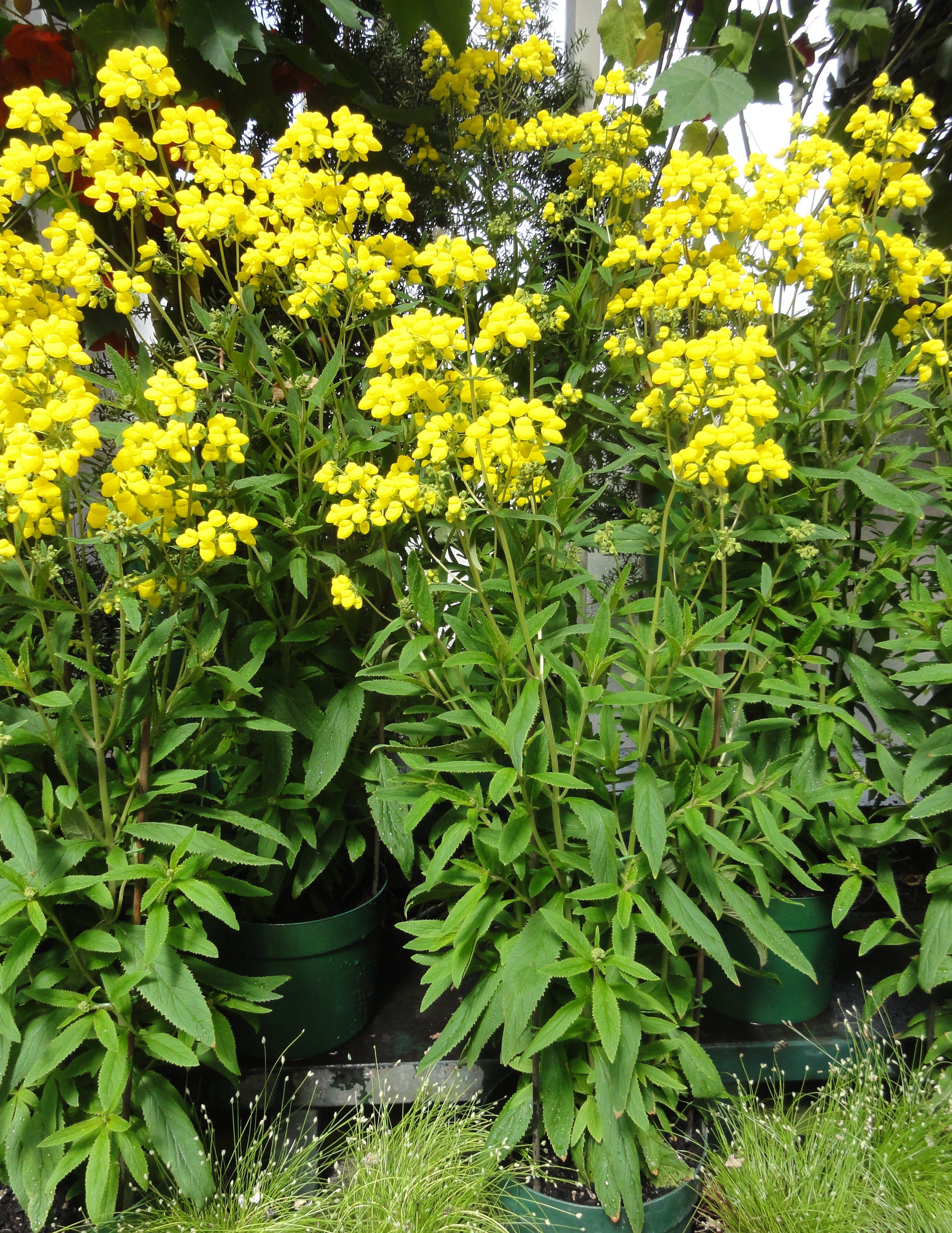
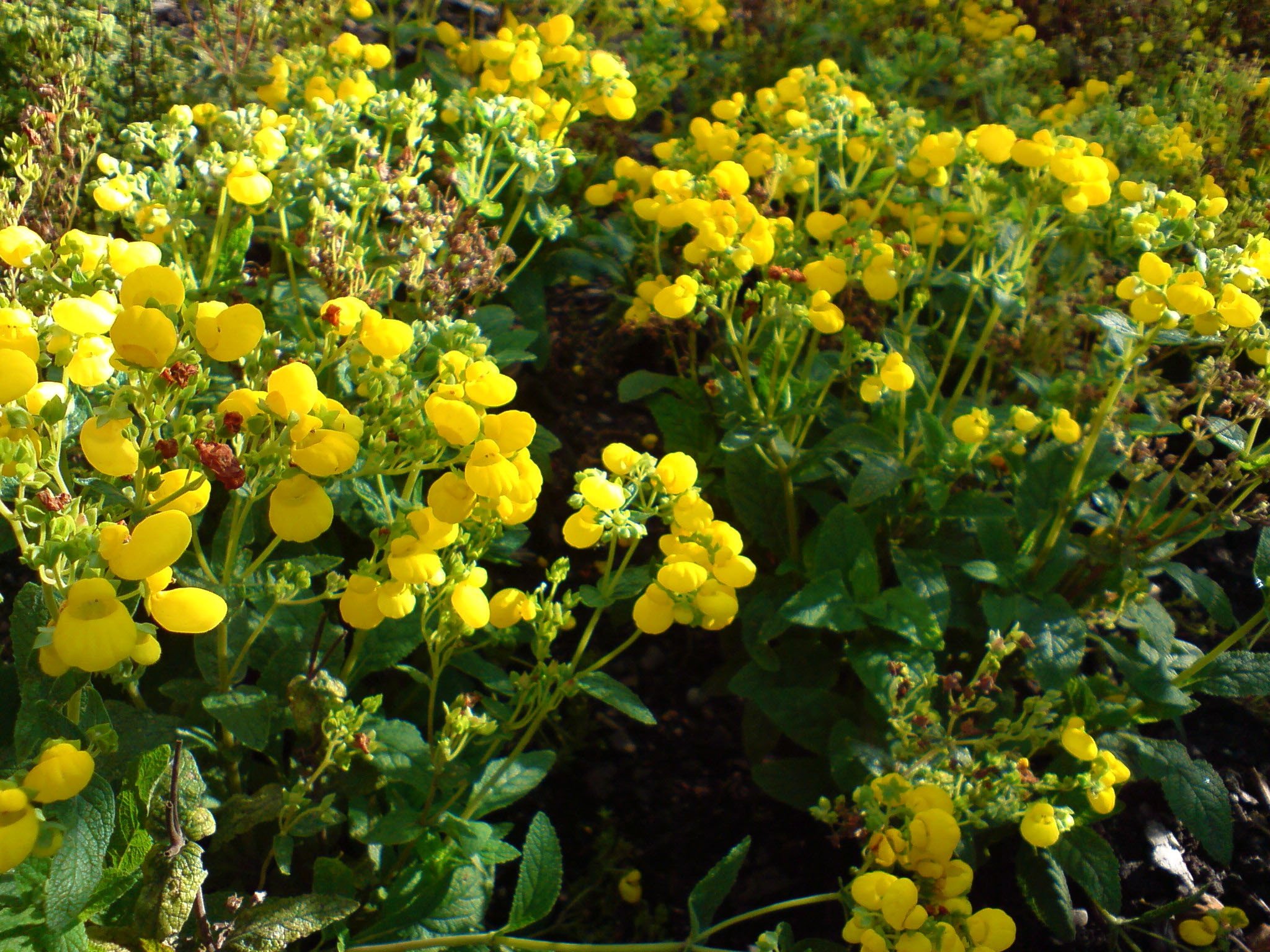
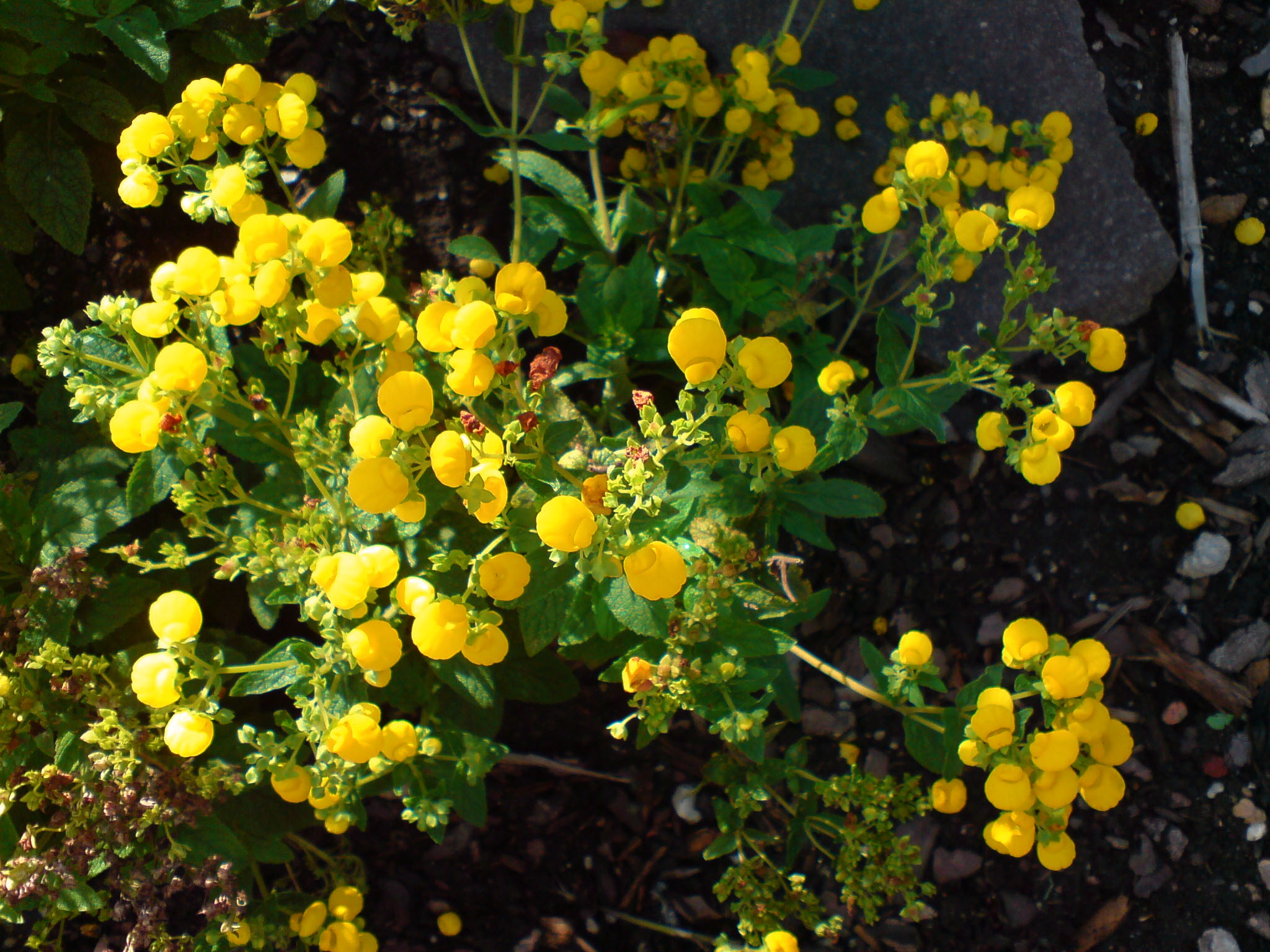
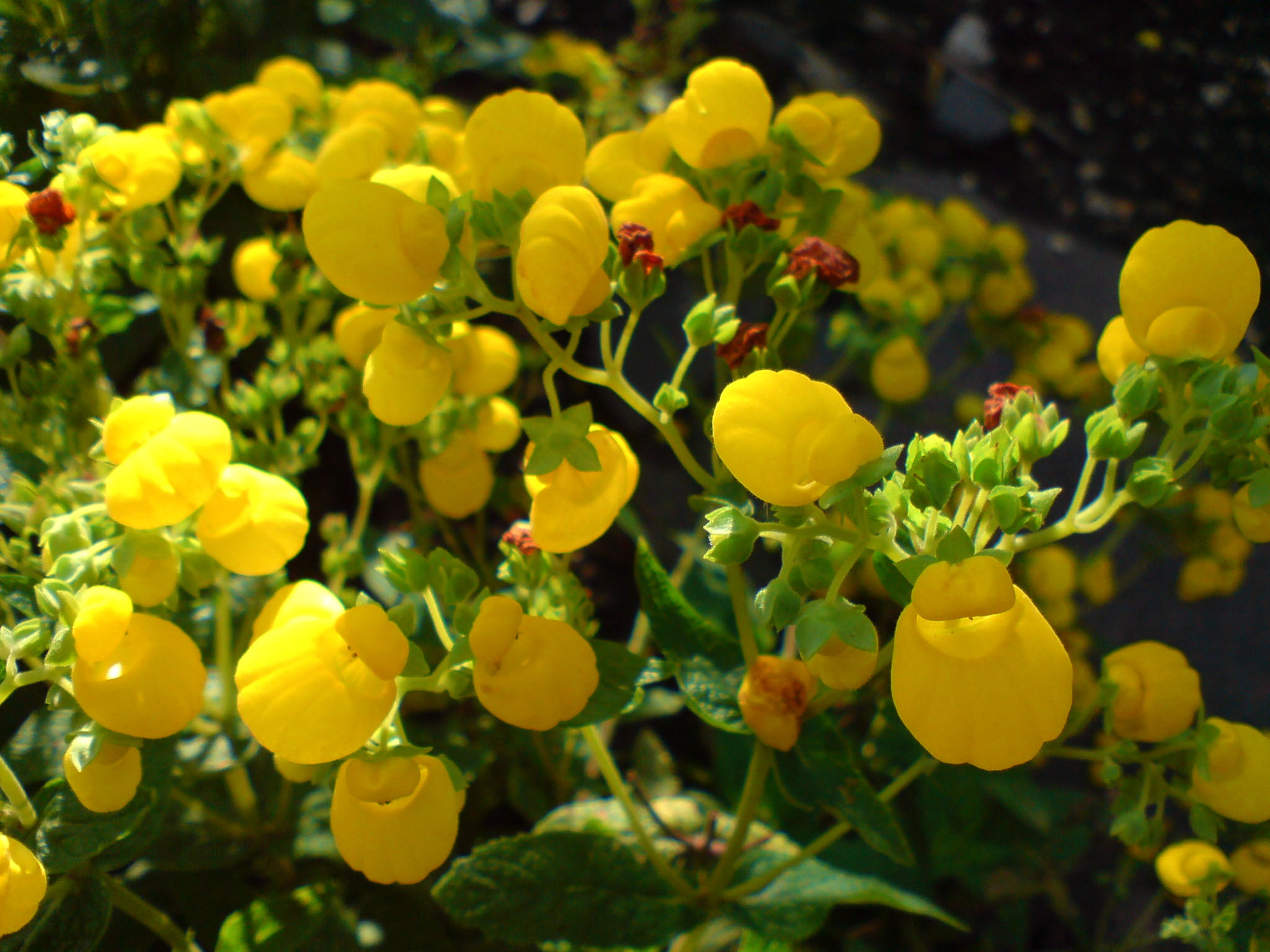